# 淡硅锰石
淡硅锰石 （英語：Leucophoenicite）是一種单斜晶系含锰礦物，化學式為Mn7(SiO4)3(OH)2。是硅镁石(humite) 礦物組的成員之一
。礦物的名字來自希臘語，意思是“淡紫紅色”。 1899年在美國新澤西州被發現了此礦，並定為一種新礦物。

### 晶體特征
淡硅锰石 通常呈棕色、淺紫紅色、紅色或粉紅色； 薄片呈玫瑰紅色至無色。透明至半透明，具玻璃光泽，摩氏硬度5-6，相对密度3.848   .
晶體沿[010]呈细长条状、棱柱状，晶面条纹平行[010]，有細長條紋狀. 在岩石中，淡硅锰石单晶体少见，多呈不规则粒状集合体。

### 成因产状
淡硅锰石是在富Zn、Mn的层状变质矿床中产生，由后期热液或接触交代作用形成的矽卡岩矿物.
淡硅锰石伴生矿物有重晶石、重晶石、方解石、銅、锌铁尖晶石(Franklinite)、石榴石、钙锰橄榄石(Glaucochroite)、黑锰矿(Hausmannite)、羟硅锰石(Jerrygibbsite)、方錳礦、焦鉻石、菱錳礦、斜硅锰石，锰铝榴石(Spessartine),  白硼镁锰矿(sussexite)、錳橄欖石、維蘇威石、矽鋅礦和红锌矿。

### 分佈
截至 2012 年，在意大利、日本、納米比亞、羅馬尼亞、南非、瑞典和美國都有淡硅锰石。 標準標本存於美國耶魯大學和哈佛大學。